# Nordic Combat Uniform
Nordic Combat Uniform — совместная система военной формы, внедряемая вооружёнными силами стран Северной Европы в рамках инициативы Сотрудничества в области обороны Северных стран.

## История
В 2015 году военнослужащие выразили желание получить более современную и модульную систему боевой формы. Одновременно обсуждалось усиление военного сотрудничества между северными странами. В связи с этим вооружённые силы стран Северной Европы начали совместный поиск единой боевой формы. В 2018 году каждая страна представила поставщикам перечень требований, включающих возможность адаптации формы к различным климатическим условиям. Было решено, что новая форма будет выпускаться в камуфляжных расцветках каждой страны. Так же обувь, каски, перчатки и другие снаряжения не входят в состав, а каждая страна использует свои личные.
Система будет выпускаться в трёх вариантах: европейский, пустынный и джунглевый. Европейский вариант делится на два подтипа: стандартный (промежуточный), рассчитанный на температуры до −19 °C, и так называемый cold add-on, пригодный для температур до −46 °C. Общая стоимость закупки оценивалась в 400 миллионов евро. Ожидалось, что соглашение на период 2021—2028 годов будет заключено к концу 2020 года. Однако к 2021 году тендерный процесс не был завершён из-за пандемии COVID-19 и глобального кризиса в цепочках поставок.
8 февраля 2022 года было объявлено, что норвежский консорциум Oskar Pedersen A/S будет выбран в качестве поставщика новой формы для всех северных стран. Общая стоимость контракта составила 425 миллионов евро.
В 2024 году начальник штаба вооружённых сил Норвегии генерал Эйрик Кристофферсен раскритиковал систему, указав на то, что различие в камуфляжных узорах между странами затрудняет взаимозаменяемость экипировки. Вместе с тем он высоко оценил новую систему, заявив: «Я считаю, что в старой форме не было ничего лучше, за исключением того, что она была немного дешевле в краткосрочной перспективе».

## Полевые испытания
Полевые испытания четырёх различных систем униформы проводились с декабря 2019 по май 2020 года с участием 480 военнослужащих из четырёх стран. Датские Вооружённые силы отвечали за испытания в джунглях и пустыне, а Силы обороны Финляндии совместно с Вооружённами силами Швеции и Норвегии за испытания в арктических условиях.

### Швеция
Полевые испытания 150 комплектов униформы проводились в Норрботтенском полку, Полку зенитной артиллерии, Амфибийном полку, Блекингской авиационной эскадрилье, Транспортном полку и Ливрегименте гусар. Рассматривается возможность смены камуфляжного рисунка при замене старой униформы 90М. Первая первая поставка униформы в Швецию состоялась в 2023 году.

### Дания
Полевые испытания 120 комплектов униформы проводились в гвардейском гусарском полку, Ютландском драгунском полку, Транспортном полку, Инженерном полку, а также в небольших группах из других подразделений датских Вооружённых сил и включая их специальные подразделения.

### Финляндия
Полевые испытания проводились в Егерской бригаде и Бригаде Каяни.

## Комплекты одежды
Комплект одежды основан на принципе многослойности. Из отдельных элементов можно собрать форму, подходящую для условий Европы, пустыни, джунглей и холодного климата.
NCU включает следующие слои одежды:
- Слой 0: обычное нижнее бельё
- Слой 1: промежуточные слои
  - 1A: сетчатый комплект для тёплой погоды
  - 1B:: комплект из махровой шерсти — длинное термобельё и куртка
- Слой 2: верхняя одежда
  - 2A:: рубашка, куртка и брюки для европейских условий
  - 2B:: рубашка, куртка и брюки для условий пустыни и джунглей
- Слой 3:
  - 3A: дополнительная куртка и брюки для температур до −19 °C
  - 3b: дополнительная куртка и брюки для холодной погоды (до −42 °C), используются вместе со слоем 3A
- Слой 4: одежда для дождя
- Слой 5: камуфляж для снежной местности

## Cм.также
- Семейство военных камуфляжей M05
- Северное оборонное сотрудничество